# Bistum Tilarán-Liberia
Das Bistum Tilarán-Liberia (lateinisch Dioecesis Tilaranensis-Liberiana, spanisch Diócesis de Tilarán-Liberia) ist eine in Costa Rica gelegene römisch-katholische Diözese mit Sitz in Tilarán.

## Geschichte
Das Bistum Tilarán-Liberia wurde am 22. Juli 1961 durch Papst Johannes XXIII. mit der Apostolischen Konstitution Qui Aeque aus Gebietsabtretungen des Bistums Alajuela als Bistum Tilarán errichtet und dem Erzbistum San José de Costa Rica als Suffraganbistum unterstellt. Das Bistum Tilarán gab am 25. Juli 1995 Teile seines Territoriums zur Gründung des mit der Apostolischen Konstitution Maiori Christifidelium errichteten Bistums Ciudad Quesada ab. Eine weitere Gebietsabtretung erfolgte am 17. April 1998 zur Gründung des mit der Apostolischen Konstitution Sacrorum Antistites errichteten Bistums Puntarenas. Am 18. Dezember 2010 wurde das Bistum Tilarán in Bistum Tilarán-Liberia umbenannt.

## Ordinarien

### Bischöfe von Tilarán
- Román Arrieta Villalobos, 1961–1979, dann Erzbischof von San José de Costa Rica

- Héctor Morera Vega, 1979–2002
- Vittorino Girardi MCCJ, 2002–2010

### Bischöfe von Tilarán-Liberia
- Vittorino Girardi MCCJ, 2010–2016
- Manuel Eugenio Salazar Mora, seit 2016